# 그 남자는 거기 없었다
《그 남자는 거기 없었다》(영어: The Man Who Wasn't There)는 2001년 미국의 범죄 영화로, 형제 감독 코언 형제의 아홉 번째 장편이다. 빌리 밥 손턴, 프랜시스 맥도먼드, 스칼렛 요한슨, 제임스 갠돌피니가 출연한다.

## 줄거리
1949년 샌타로자에서, 에드 크레인은 처남 프랭크의 이발소에서 조용히 일하는 이발사이다. 회계사인 그의 아내 도리스는 알코올 중독에 시달리고 있으며, 그들의 결혼 생활은 위태롭다. 어느 날, 크레이튼 톨리버라는 고객이 에드에게 드라이 클리닝이라는 신기술 투자 기회에 대해 이야기한다. 톨리버는 에드에게 10,000달러를 투자하도록 설득하지만, 돈에 쪼들리던 에드는 도리스와 바람을 피우고 있다고 의심되는 도리스의 상사 "빅 데이브" 브루스터를 협박하기로 결심한다. 에드는 브루스터에게 익명으로 돈을 요구하고, 브루스터는 백화점에서 돈을 횡령하여 협박 요구를 충족시킨다.
그러나 브루스터는 곧 그 계획을 밝혀내고 에드를 추궁한다. 톨리버가 계획에 에드를 연루시킨 후, 브루스터는 에드를 때려 죽인다. 자신을 필사적으로 보호하려던 에드는 자기 방어로 시가 나이프로 브루스터를 치명적으로 찌른다. 그럼에도 불구하고, 경찰은 백화점의 재정 기록에서 불일치를 발견하고 도리스를 체포한다. 경찰은 그녀가 돈을 횡령하고 브루스터를 살해했다고 의심한다.
에드는 새크라멘토의 변호사 프레디 리덴슈나이더를 고용한다. 그는 마을에 도착하자마자 도리스의 가족이 이발소를 저당 잡혀 모은 변호 자금으로 호화롭게 생활하기 시작한다. 도리스의 재판 당일, 그녀는 감방에서 목을 매달아 죽은 채 발견된다. 나중에 도리스가 사망 당시 임신 중이었음이 밝혀지는데, 그녀와 에드는 몇 년 동안 친밀한 관계를 가지지 않았다. 프랭크는 이제 깊은 빚에 시달리고 슬픔에 잠겨 알코올에 의존하며, 에드의 세상은 더욱 무너진다.
혼란 속에서 에드는 가족의 친구인 십대 소녀 레이첼 "버디" 아번더스와 시간을 보내며 그녀가 피아노를 연주하는 것을 듣는다. 에드는 그녀의 음악 경력을 시작하고 그녀의 매니저가 되는 것을 꿈꾸지만, 음악 교사가 버디에게 재능이 없다고 단도직입적으로 말하자 그의 꿈은 산산조각 난다. 예상치 못한 반전으로, 버디는 에드에게 노골적인 성적 접근을 하고, 이로 인해 에드는 차를 통제하지 못하고 충돌한다.
에드는 병원에서 깨어나 살인 혐의로 체포된다. 구타당한 채 에드의 투자 계약서와 함께 발견된 톨리버의 시신으로 인해 경찰은 에드가 도리스를 강요하여 돈을 횡령하게 하고, 톨리버가 이 계획을 알아차리자 그를 살해했다고 믿는다. 남은 자원이 없던 에드는 집을 저당 잡아 리덴슈나이더를 고용하여 자신의 변호를 맡긴다. 그러나 리덴슈나이더의 개회 진술 중에 프랭크는 격분하여 에드를 공격하고, 판사는 오심을 선언한다. 변호가 산산조각 나자 에드는 법원의 자비에 몸을 맡기지만, 판사는 그에게 사형을 선고한다.
사형수 감방에서 처형을 기다리던 에드는 펄프 잡지에 팔기 위해 자신의 인생 이야기를 쓴다. 그는 교도소 밖에서 미확인비행체를 보게 되면서 그의 운명은 예상치 못한 전환을 맞는다. 에드가 전기의자로 끌려가는 동안, 그는 자신의 삶과 결정들을 되돌아보며 과거와 평화를 찾는다. 그는 아무것도 후회하지 않으며, 내세에서는 자신과 도리스가 필멸의 세상의 불완전함으로부터 자유로울 것이라는 희망을 품는다.

## 출연진
- 빌리 밥 손턴 - 에드 크레인
- 프랜시스 맥도먼드 - 도리스 크레인
- 마이클 바달루코 - 프랭크 라포
- 리처드 젱킨스 - 월터 아분다스
- 스칼렛 요한슨 - 레이철 "버디" 아분다스
- 존 폴리토 - 크라이턴 톨리버
- 토니 샬호브 - 프레디 리든슈나이더
- 제임스 갠돌피니 - 빅 데이브 브루스터
- 캐서린 보로위츠 - 앤 너들링어 브루스터
- 크리스토퍼 크리사 - 퍼스키 경관
- 브라이언 헤일리 - 크렙스 경관
- 잭 맥지 - P. I. 번스

## 한국판 성우진(KBS)
- 설영범 - 에드 (빌리 밥 손턴)
- 손정아 - 도리스 (프랜시스 맥도먼드)
- 서문석 - 프랭크 (마이클 바달루코)
- 조동희 - 데이브 (제임스 갠돌피니)
- 소연 - 레이첼 (스칼렛 요한슨)
- 배한성 - 프레디 (토니 샬호브)
- 김옥경 - 앤 (캐서린 보로위츠)
- 김규식 - 월터 (리처드 젱킨스)
- 김소형 - 크레이튼 (존 폴리토)
- 김태연
- 유민석
- 윤병화
- 장승길
- 이원준
- 최창석